# Marilyn French
Marilyn French, nata Edwards, (Brooklyn, 21 novembre 1929 – Manhattan, 2 maggio 2009) è stata una scrittrice statunitense.

## Primi anni
French nacque a Brooklyn da E. Charles Edwards, un ingegnere, e Isabel Hazz Edwards, un'impiegata di un grande magazzino. Nella sua giovinezza fu una giornalista, in quanto scriveva per una giornale di quartiere. Suonava il pianoforte e sognava di diventare una compositrice. Conseguì una laurea di primo livello in filosofia e letteratura inglese presso l'Università Hofstra nel 1951 e un master in inglese presso l'Hofstra College nel 1964. Nel 1972 conseguì un dottorato presso l'Università di Harvard.

## Carriera

### Insegnamento
Fu docente di inglese all'Hofstra College dal 1964 al 1968, e fu assistente di inglese presso il College of the Holy Cross a Worcester, Massachusetts dal 1972 al 1976.

### Opinioni politiche e opere
La sua prima pubblicazione fu la sua tesi ad Harvard dal titolo The Book as World: James Joyce's Ulysses.
Nella sua opera affermò che l'oppressione delle donne è una parte intrinseca della cultura globale dominata dagli uomini. Ad esempio, una delle sue prime opere di saggistica, Beyond Power: On Women, Men and Morals (1985), è un esame storico degli effetti del patriarcato sul mondo. Contestò le aspettative delle donne sposate nell'era del secondo dopoguerra ed divenne un'opinionista leader, anche se controversa, sulle questioni di genere denunciando la società patriarcale che vedeva intorno a lei. Il mio obiettivo nella vita è cambiare l'intera struttura sociale ed economica della civiltà occidentale, per renderla un mondo femminista" dichiarò una volta.
Il primo e più noto romanzo di French, The Women's Room (1977), segue le vite di Mira e dei suoi amici nell'America degli anni '50 e '60, inclusa Val, una femminista radicale militante. Il romanzo ritrae i dettagli della vita delle donne in quel periodo e il movimento femminista negli Stati Uniti. Ad un certo punto del libro il personaggio Val dice: "tutti gli uomini sono stupratori, e questo è tutto ciò che sono. Ci violentano con i loro occhi, le loro leggi e i loro codici." Gloria Steinem, una sua cara amica, ha paragonato l'impatto del libro sulla discussione sui diritti delle donne con quello che Uomo invisibile (1952) di Ralph Ellison aveva avuto sull'uguaglianza razziale 25 anni prima.
Il suo lavoro più significativo nella vita successiva è stato From Eve to Dawn: A History of Women. È stato pubblicato in una traduzione olandese nel 1995 (in un volume di 1312 pagine), ma non è mai apparso in inglese fino al 2002. Si basa sulla premessa che l'esclusione dalle storie intellettuali prevalenti negava alle donne il loro passato, presente e futuro. Nonostante abbia raccontato attentamente una lunga storia di oppressione, l'ultimo volume si conclude con una nota ottimistica, come detto da Florence Howe: "Per la prima volta le donne hanno una storia. Il mondo è cambiato e lei ha contribuito a cambiarlo".
Sebbene French fosse soddisfatta dei significativi guadagni ottenuti dalle donne nei tre decenni trascorsi dal suo romanzo storico The Women's Room, fu altrettanto pronta a sottolineare le persistenti carenze nell'uguaglianza di genere.

## Vita privata e morte
Sposò Robert M. French Jr. nel 1950 con cui ebbe due figli. La coppia divorziò nel 1967.
Le fu diagnosticato un cancro esofageo nel 1992. Questa esperienza fu la base per il suo libro A Season in Hell: A Memoir (1998). Sopravvisse al cancro e in seguito morì per insufficienza cardiaca all'età di 79 anni nel 2009 a Manhattan.

## Opere selezionate
- Marilyn French, The Book as World: James Joyce's Ulysses, Harvard University Press, May 1976, ISBN 978-0674078536.
- Marilyn French, The Women's Room, 1977, ISBN 0-345-35361-7.
- Marilyn French, The Bleeding Heart, Simon & Schuster, February 1980, ISBN 978-0671447847.
- Marilyn French, Shakespeare's Division of Experience, Simon & Schuster, March 1981, ISBN 978-0671448653.
- Marilyn French, Beyond Power: On Women, Men, and Morals, Olympic Marketing Corp, June 1985, ISBN 978-0671499594.
- Marilyn French, Her Mother's Daughter, Summit Books, October 1987, ISBN 978-0671630515.
- Marilyn French, The War Against Women, Summit Books, 1992.
- Marilyn French, Our Father, Little Brown & Co (T), January 1994, ISBN 978-0316293907.
- (NL) Marilyn French, Een vrouwelijk geschiedenis van de wereld, Translated by Viviane Franken, Amsterdam, Meulenhoff, 1995.
- Marilyn French, My Summer with George, Knopf, August 6, 1996, ISBN 978-0679447740.
- Marilyn French, A Season in Hell: A Memoir, Knopf, September 14, 1998, ISBN 978-0679455097.
- Florence Howe e Jean Casella, Almost Touching the Skies: Women's Coming of Age Stories, Introduction by Marilyn French, The Feminist Press at CUNY, May 1, 2000, ISBN 978-1558612334.
- From Eve to Dawn: A History of Women in Three Volumes (2003), non-fiction:
  -  Marilyn French, From Eve to Dawn: Origins, vol. 1, Mcarthur & Company, June 10, 2003, ISBN 978-1552782682.
  -  Marilyn French, From Eve to Dawn: The Masculine Mystique, vol. 2, Mcarthur & Company, June 10, 2003, ISBN 978-1552783467.
  -  Marilyn French, From Eve to Dawn: Paradise and Infernoes, vol. 3, Mcarthur & Company, June 10, 2003, ISBN 978-1552783238.
- Marilyn French, In the Name of Friendship, The Feminist Press at CUNY, May 1, 2006, ISBN 978-1558615212.
- From Eve to Dawn, A History of Women in the World (2008) in four volumes:
  -  Marilyn French, From Eve to Dawn, A History of the Women in the World, Volume I: Origins: From Prehistory to the First Millennium, Foreword by Margaret Atwood, The Feminist Press at CUNY, April 1, 2008, ISBN 978-1558615656.
  -  Marilyn French, From Eve to Dawn, A History of Women in the World, Volume II: The Masculine Mystique: From Feudalism to the French Revolution, Foreword by Margaret Atwood, The Feminist Press at CUNY, April 1, 2008, ISBN 978-1558615670.
  -  Marilyn French, From Eve to Dawn, A History of Women in the World, Volume III: Infernos and Paradises, The Triumph of Capitalism in the 19th Century, Foreword by Margaret Atwood, April 1, 2008, ISBN 978-1558615830.
  -  Marilyn French, From Eve to Dawn, A History of Women in the World, Volume IV: Revolutions and Struggles for Justice in the 20th Century, Foreword by Margaret Atwood, The Feminist Press at CUNY, April 1, 2008, ISBN 978-1558615847.
- Marilyn French, The Love Children (Classic Feminist Writers), The Feminist Press at CUNY, September 1, 2009.

## Nella cultura di massa
Marilyn French è menzionata nella canzone degli ABBA The Day Before You Came nel verso: I must have read a while, the latest one by Marilyn French or something in that style.